# سيناب حاجي علي سيغال
سيناب حاجي علي سيغال (بالصومالية: Seynab Haji Ali Siigaale)‏ المعروفة شعبيا باسم باكسان (بالصومالية: Baxsan)‏؛ (مواليد 1935، بعبلي - توفيت عام 2020، في مقديشو) كانت مغنية وكاتبة أغاني وممثلة صومالية. إلى جانب ماغوول وغودودو كارو، كان باكسان أحد أشهر الفنانين في القرن العشرين.

## حياتها
ولدت سيناب حاج علي سيغال في بعبلي لعائلة تجارية صومالية مقرها في منطقة هود. كان والدها، الحاج علي سيغال، تاجرًا وأمها حو سعيد دارور، ربة منزل. لبعض الوقت، أدارت محل شاي في مسقط رأسها. انتقلت إلى دير داوا حيث عملت في صناعة القهوة، وبعد ذلك استقرت في أديس أبابا، حيث بدأت الغناء بشكل احترافي.
في عام 1960، بعد فشل انقلاب ضد الإمبراطور الإثيوبي هيلا سيلاسي، هربت سيناب إلى أرض الصومال، التي أصبحت بعد ذلك بوقت قصير جمهورية صومالية مستقلة. في هذا الوقت تبنت اسم باكسان، الذي يعني الهروب، والذي أعطته لها غودودو كارو.
عاشت باكسان في هرجيسا لبعض الوقت، قبل أن تنتقل إلى مقديشو، حيث ستقيم بقية حياتها. حتى خلال الحرب الأهلية الوحشية في التسعينيات، بقيت في الصومال عندما هاجر العديد من زملائها في المجال الثقافي ما أكسبها احترامًا كبيرًا من مواطني بلدها.
توفيت باكسان في 19 أكتوبر/تشرين الأول 2020. بالنظر إلى شعبيتها الواسعة في البلاد والعاطفة التي حظيت بها، كان هناك انتقادات واسعة النطاق عندما لم تُنشئ جنازة رسمية من قبل الحكومة.

## المسار المهني
في الوقت الذي ظهرت فيه الموسيقى الصومالية، لم يكن غناء النساء علنًا مقبولًا بشكل عام. خشت النساء العداء من جمهور الشعب. حينها تم فيه تسجيل معظم الأغاني بالصوت ولم تكن التأثيرات المرئية معروفة جيدًا. في هذه البيئة، بدأت باكسان عروضها الموسيقية، وهي واحدة من أوائل النساء في الموسيقى الشعبية الصومالية. في أديس أبابا، كان المجتمع الصومالي أكثر ترحيبًا بغناء النساء، وكان الفنانون يميلون إلى الأداء هناك. في عام 1963، ذهبت باكسان إلى هرجيسا مع غودودو، حيث شكلا رباعيًا مشهورًا مع ماجول ومعنديق.
بسبب تأثير حركة الاستقلال ضد المحتلين البريطانيين والإيطاليين لأرض الصومال عليها، أطلقت باكسان أول أغنية بعنوان "علاء أمين ما عيشو"، من ألحان الشاعر أحمد صليبان بيد. عندما اندلعت الحرب بين الصومال وإثيوبيا عام 1964، كانت أغنيتها غيشكايو غوليشا ومعناها "يا جنودنا انتصروا في الحرب" هي التي ألهمت الجنود الصوماليين. كانت أغانيها في ذلك الوقت وطنية وعسكرية، وانضمت إلى فرقة الغناء التابعة للجيش الصومالي. حصلت على ميداليات من الحكومة الصومالية لدعمها في الحرب.
في مقديشو، مثّلت باكسان في المسرح الثقافي والسياسي في أعمال من تأليف المسرحيين الصوماليين أحمد صليبان بيده ويوسف عدن علالي. مع تشييد مبنى المسرح الوطني الصومالي في عام 1967، حصلت قفزة كبيرة في الإنتاج الثقافي والطلب الشعبي. يُذكر أنه عندما قدمت باكسان، كان المسرح، الذي كان يتسع لـ 3000 شخص، مزدحمًا بآلاف أخرى. في عام 1969، عندما تولى الجيش الحكم، انضمت إلى فرقة "وابيري" الموسيقية التي ترعاها الدولة. عندما اندلعت الحرب ضد إثيوبيا مرة أخرى في عام 1977، لم تدعم باكسان الجيش كما فعلت من قبل، ولكن لأنها لم تعارض ذلك، حصلت على وسام آخر من الحكومة الصومالية.
خلال الحرب الأهلية الصومالية، قامت باكسان بتأليف كلمات أغان وشعر لدعم السلام والمصالحة.
هناك العديد من أغاني الحب التي اشتهرت بها باكسان، مثل أغنية 'سيراديو جاكايلا' (كلمات الشاعر محمود عبد الله عيسى سنجوب)، والتي طلبت منه تأليفها عندما كانت تمر بعلاقة غرامية قديمة مشحونة.